# Khánh Hòa, Châu Phú
Khánh Hòa là một xã cù lao cũ của huyện Châu Phú, tỉnh An Giang, Việt Nam.

## Địa lý

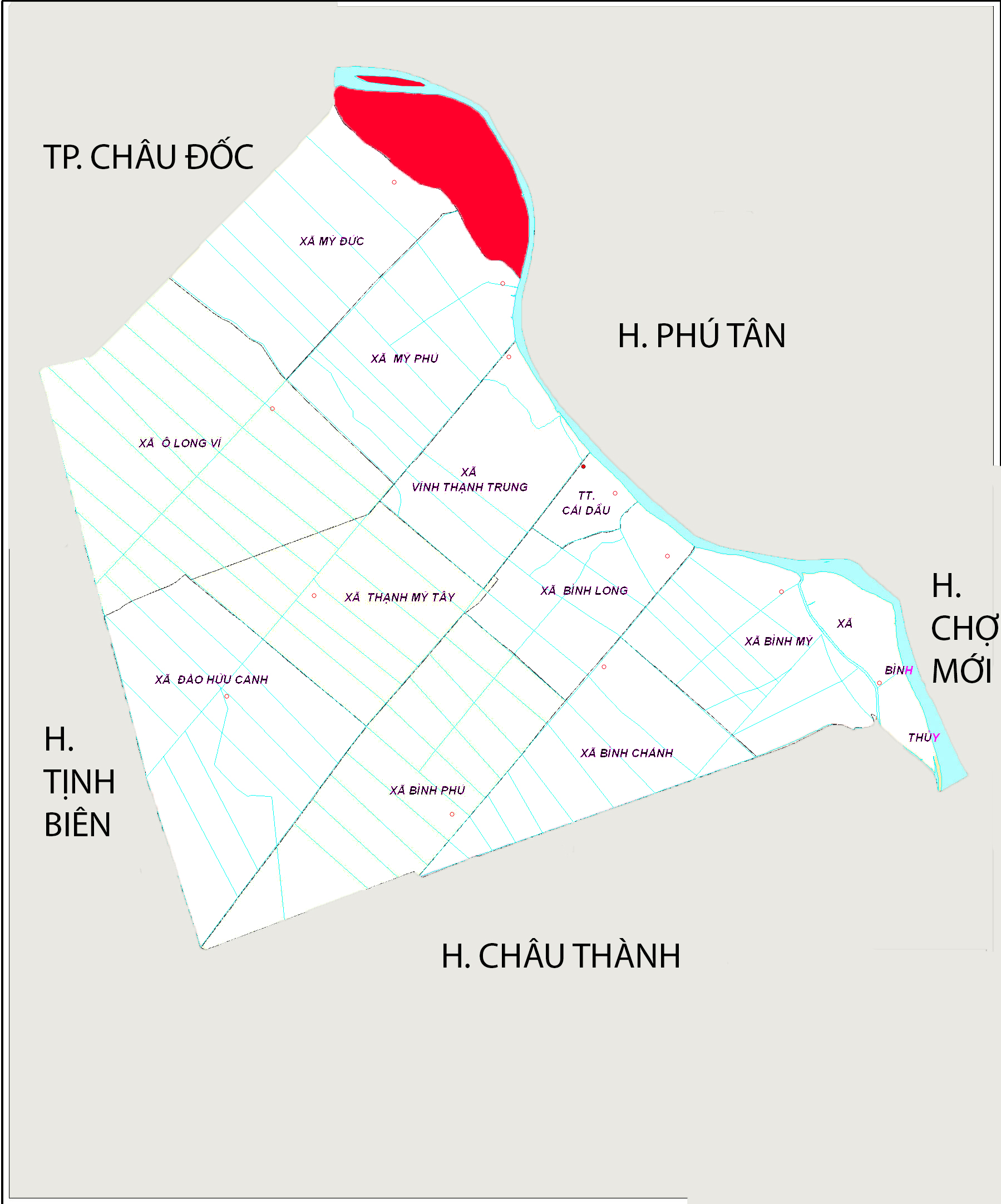
Vị trí xã Khánh Hòa trên bản đồ huyện Châu Phú, An Giang

Xã Khánh Hòa nằm ở phía bắc huyện Châu Phú, cách thị trấn Cái Dầu 15 km. Toàn bộ xã nằm trên một cù lao bao bọc bởi sông Hậu ở phía bắc và phía đông, xép Katampong ở phía tây và phía nam. Xã có vị trí địa lý:
- Phía đông giáp huyện Phú Tân qua sông Hậu
- Phía tây giáp xã Mỹ Đức và thành phố Châu Đốc
- Phía nam giáp xã Mỹ Phú
- Phía bắc giáp huyện Phú Tân qua sông Hậu.[3]

Xã Khánh Hòa có diện tích 22,18 km², dân số năm 2019 là 22.560 người, mật độ dân số đạt 1.017 người/km².

### Dân cư – văn hóa
Diện tích đất tự nhiên của xã 2.215 ha. Tổng số hộ dân đang sinh sống là 6.071 hộ với 25.151 dân chủ yếu là dân tộc kinh có 244 hộ là dân tộc Chăm. Đảng bộ xã có 342 đảng viên được tổ chức thành 22 chi bộ.
Ngoài người Kinh, người Chăm cũng sinh sống ở ấp Khánh Mỹ, xã Khánh Hòa. Trước đây, cù lao Khánh Hòa có tên gọi theo tiếng Chăm là Katambong. Trong tiếng Chăm "koh Tầm Boong" có nghĩa là " cồn cây gậy". Người Khmer gọi cù lao Khánh Hòa là កោះដំបង, nghĩa là cù lao Dùi cui, cù lao Lớn, cù lao Xương rồng.

## Hành chính
Xã Khánh Hòa được chia thành 9 ấp: Khánh Phát, Khánh Bình, Khánh Châu, Khánh Thuận, Khánh Lợi, Khánh Đức, Khánh Hòa, Khánh An, Khánh Mỹ.

## Kinh tế
Dân chúng sống chủ yếu bằng nghề ruộng, rẫy, nuôi-đánh bắt cá.
Tình hình sản xuất nông nghiệp chủ yếu là trồng lúa, hoa màu và chăn nuôi trong đó diện tích trồng lúa trong năm là 2.687 ha, năng xuất bình quân là 6.5 tấn/ha; màu 1.091 ha, năng xuất đạt 18.5 tấn/ha (đặc biệt có 5,53 ha trồng cây đậu bắp Nhật); chăn nuôi với tổng đàn gia súc là 3.070 con, trong đó heo 780 con, trâu bò 2.265 con, dê 25 con, gia cầm 23.034 con.

## Thư viện ảnh

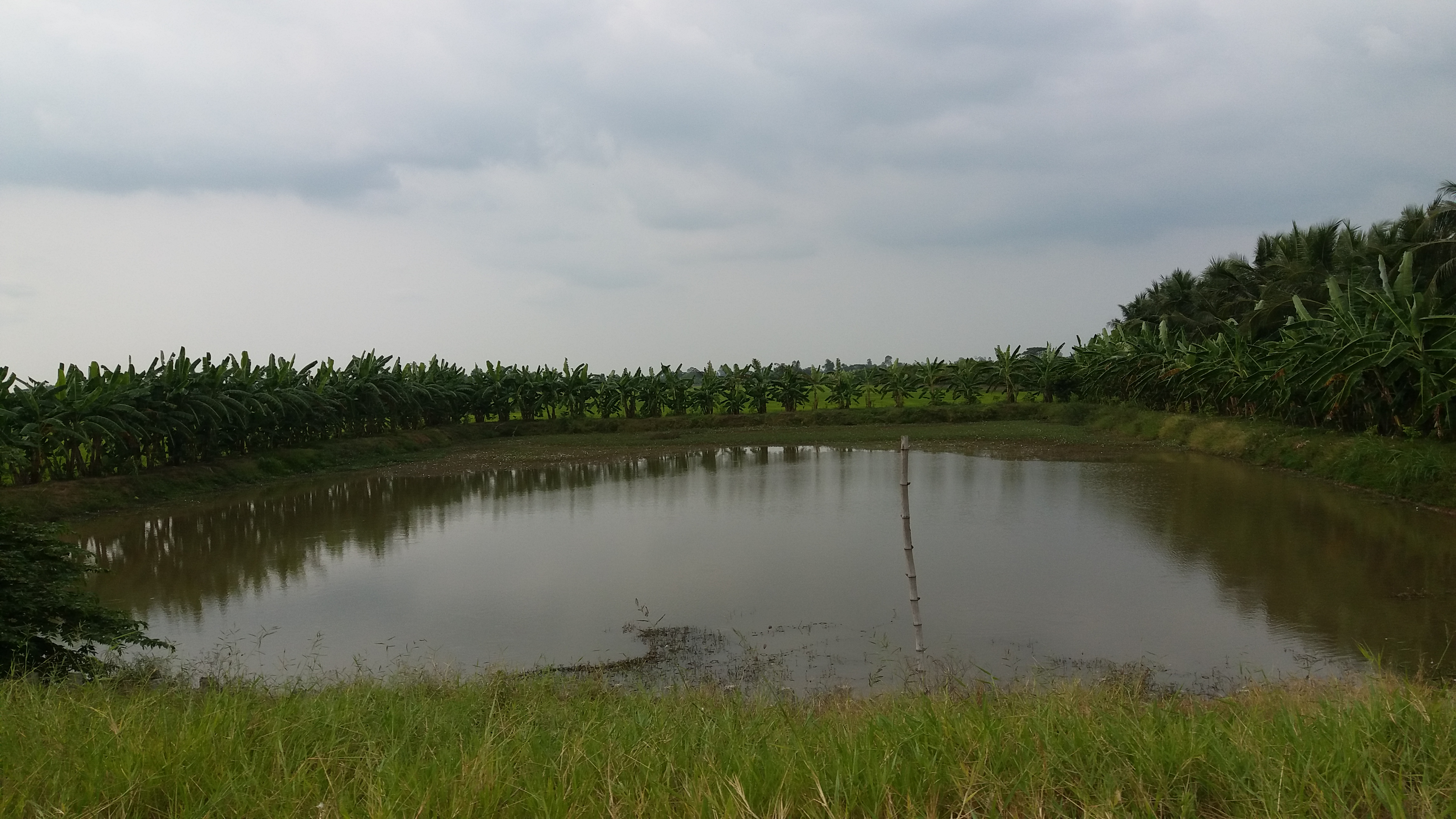
Một ao nuôi cá trong xã.
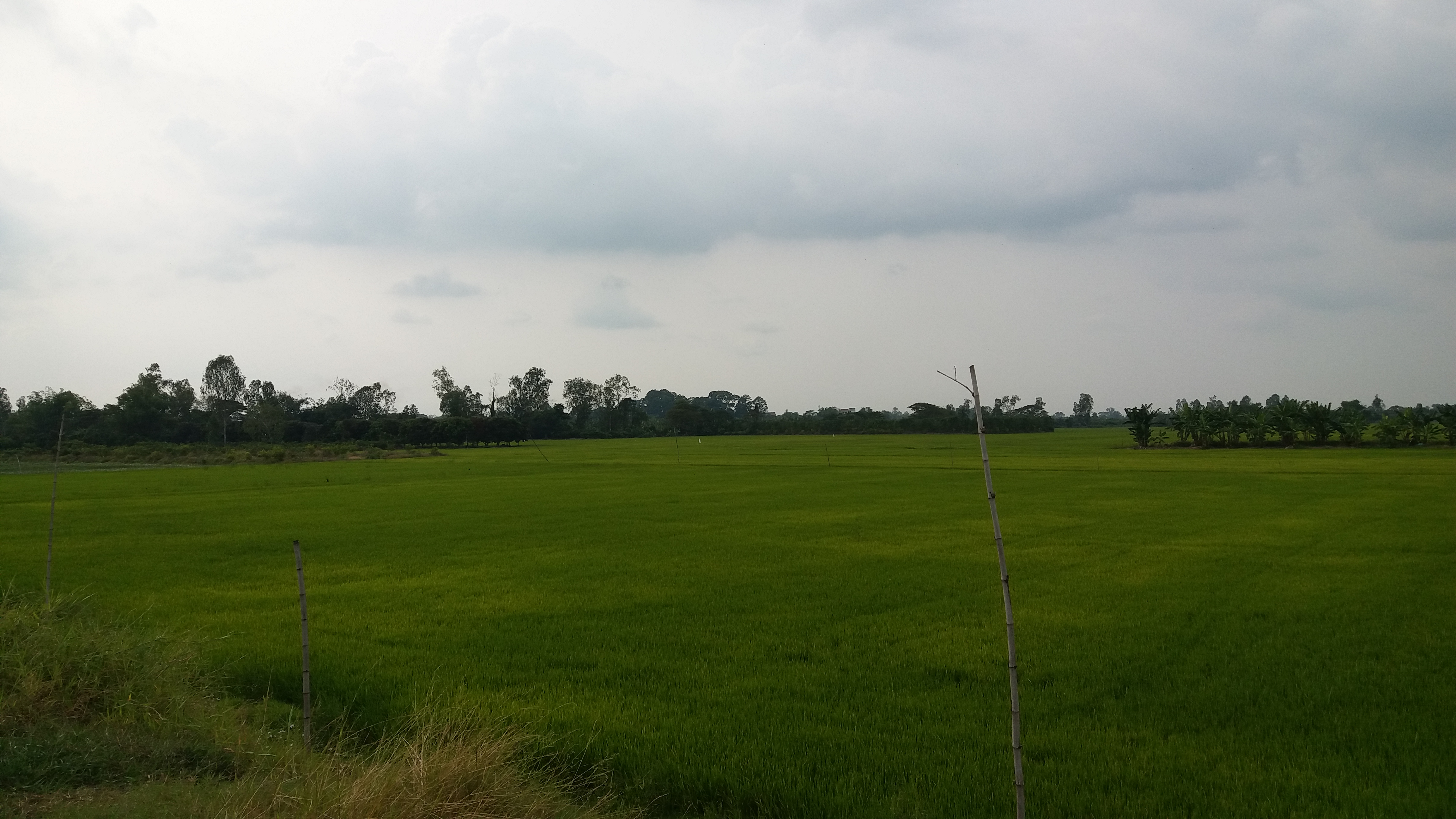
Cánh đồng lúa trong xã.